# 交響曲第5番 (バックス)
交響曲第5番 嬰ハ短調は、アーノルド・バックスが1931年から1932年にかけて作曲した交響曲である。バックスは1920年代から1930年代までに7曲の交響曲を作曲したが、第5番はバックスの創作力と名声が頂点に達していた時期の作品の一つといえる。
初演は1934年1月15日、トマス・ビーチャムの指揮で行われた。
ジャン・シベリウスに献呈されているが、この作曲家から影響を受けたというだけでなく、この交響曲の冒頭の主題はシベリウスの交響曲第5番の第2楽章の引用になっている。
バックスの交響曲はいずれも3楽章からなり、多くが40分を超える規模を持つが、第5番の演奏時間もおよそ40分を要する。

## 楽器編成
フルート3（第2・3奏者はピッコロ持ち替え）、オーボエ2、コーラングレ、クラリネット3（A管およびB♭管、第3奏者はE♭管も持ち替え）、バス・クラリネット（A管およびB♭管）、ファゴット2、コントラファゴット、ホルン4、トランペット3（C調）、トロンボーン3、チューバ、ティンパニ、小太鼓、中太鼓、大太鼓、グロッケンシュピール、シンバル、タンブリン、トライアングル、ゴング、ハープ、弦五部

## 楽曲構成
第1楽章
ポーコ・レント - ピウ・モッソ - アレグロ・コン・フオーコ。嬰ハ短調。長大な序奏を伴うソナタ形式。
第2楽章
ポーコ・レント。変ロ短調。三部形式。
第3楽章
ポーコ・モデラート - アレグロ - エピローグ。変ニ長調。